# Vouktyl
Vouktyl (en russe : Вуктыл) est une ville de la république des Komis, en Russie. Sa population s'élevait à 9 322 habitants en 2021.

## Géographie
Vouktyl est située sur la rive droite du fleuve Petchora, près de son point de confluence avec la rivière Vouktyl, à 411 km au nord-est de Syktyvkar et à 1 415 km au nord-est de Moscou.

## Histoire
Vouktyl a été fondée en 1968 et a le statut de ville depuis 1989. La ville est le point de départ de l'oléoduc Vouktyl - Oukhta - Torjok.

## Population
Recensements (*) ou estimations de la population
| 1959* | 1970* | 1979*  | 1989*  | 2002*  |
| ----- | ----- | ------ | ------ | ------ |
| 100   | 7 814 | 16 767 | 19 330 | 14 472 |

| 2006   | 2010*  | 2012   | 2013   | 2014   |
| ------ | ------ | ------ | ------ | ------ |
| 13 712 | 12 356 | 11 917 | 11 599 | 11 198 |

| 2017   | 2021  | - | - | - |
| ------ | ----- | - | - | - |
| 10 205 | 9 322 | - | - | - |